# 러시아 여자 핸드볼 국가대표팀
러시아 여자 핸드볼 국가대표팀(러시아어: Женская сборная России по гандболу)은 러시아를 대표하여 국제 경기에 참가하는 핸드볼 국가대표팀이며, 러시아 핸드볼 연맹이 운영하고 있다. 

## 역대 감독
- 세르게이 아바네소프(1993-1994)
- 레본 아코퍈(1995-1996)
- 이고리 예시코프(1997-1998)
- 알렉산드르 타라시코프(1999)
- 예브게니 트레필로프(2000-2012)
- 비탈리 크로힌(2012-2013)
- 예브게니 트레필로프(2013-2019)
- 암브로스 마르틴(2019-2020)
- 알렉세이 알렉세예프(2021)
- 류드밀라 보드니예바(2021-)

## 같이 보기
- 러시아 핸드볼 국가대표팀